# Klondike Bar

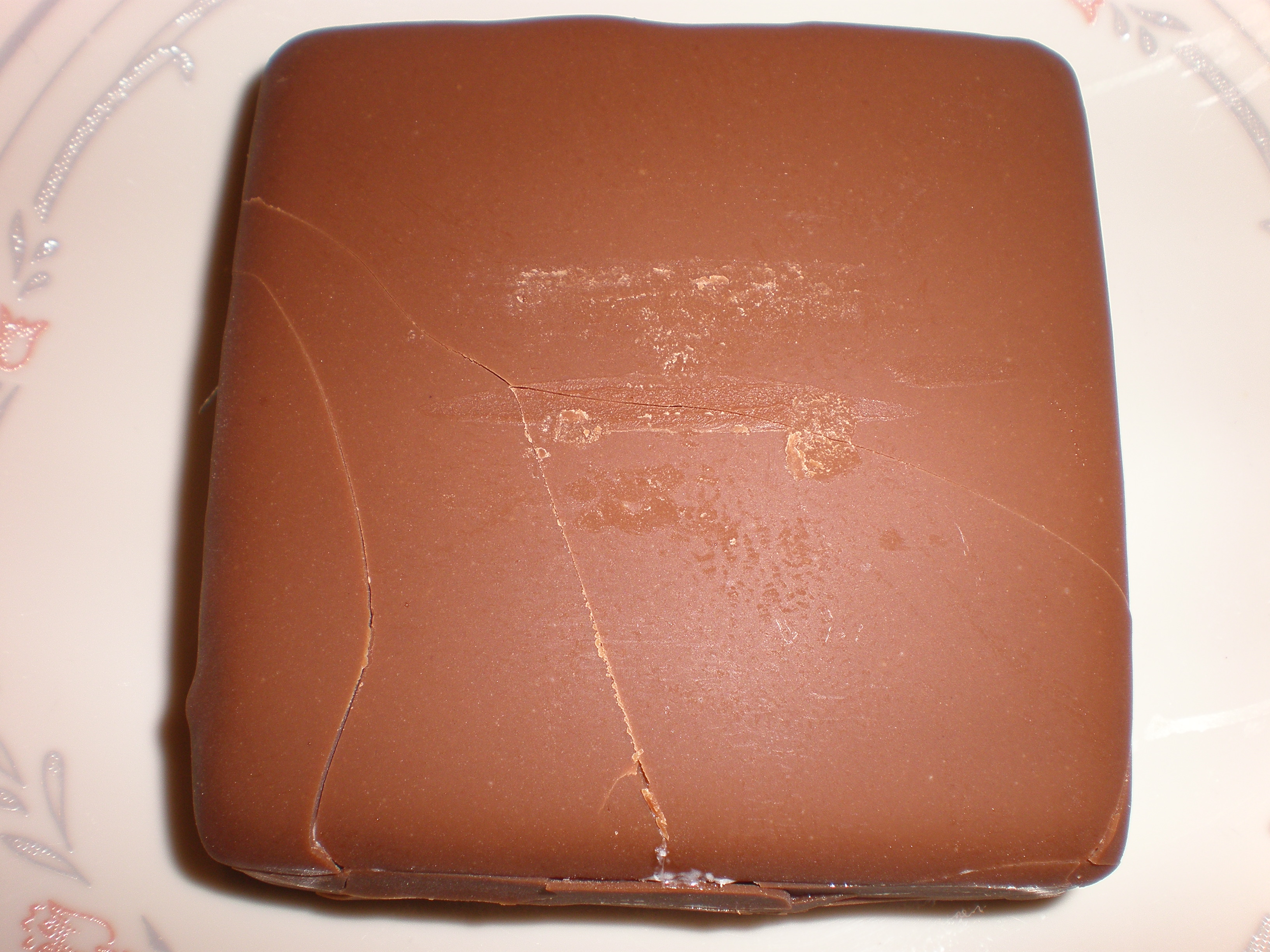
Klondike Bar

Der Klondike Bar ist ein mit Schokolade ummanteltes, viereckiges Vanilleeis.

## Geschichte
Der Klondike Bar wurde von der, von William Isaly gegründeten, Isaly Dairy Company entwickelt und erstmals 1922 hergestellt. Er ist nach dem Klondike River benannt. Der originale Klondike Bar wurde handgemacht, indem würfelförmiges Speiseeis in Milchschokolade getunkt wurde. Die Produktion erfolgte in der Nähe von Youngstown in Ohio und in Pittsburgh. In den 1940ern hatte das Unternehmen mehrere Molkereien und versorgte mehr als 300 eigene Läden. Jeder dieser Läden verkaufte ebenfalls die Klondike Bars. Bis in die 1970er wurden diese nur in Pennsylvania und Ohio verkauft. 1978 wurde der Vertrieb auf Florida, New York und Neuengland ausgeweitet. Nach einer US-weiten Werbekampagne im Jahr 1982 waren Klondike Bars bald in der Mehrzahl von US-Supermärkten verfügbar. 1993 erwarb der Unilever-Konzern die Isaly Klondike Company und besitzt bis heute die Markenrechte. Klondike Bars werden heute auch in Kanada und der Karibik verkauft.

## Zutaten und Inhaltsstoffe
Ein Klondike Bar besteht aus folgenden Zutaten: fettfreie Milch, Zucker, Kokosnussöl, Maissirup, Rahm, Molke, Schokoladenlikör (verarbeitet mit Alkali) sowie weniger als 2 % von: Milch, Sojaöl, Kakao (verarbeitet mit Alkali), Mono- und Diglyceride, Johannisbrotkernmehl, natürliches und künstliches Aroma, Guarkernmehl, Sojalecithin, Carrageen, Salz, Zuckercouleur und Vitamin A Palmitat.